# Scott Bianco
Scott Bianco (ur. 9 listopada 1967) – kanadyjski zapaśnik w stylu wolnym. Olimpijczyk z Atlanty 1996, gdzie zajął piętnaste miejsce w kategorii 90 kg.
Dwukrotny uczestnik mistrzostw świata, siódmy w 1994. Piąty w Pucharze Świata w 1994. Zwyciężył na Igrzyskach Wspólnoty Narodów w 1994 i mistrzostwach Wspólnoty Narodów w 1991 roku.